# العلوة (الدوادمي)
مركز العلوة هو مركزٌ إداري تابعٌ لمحافظة الدوادمي في منطقة الرياض ، ويصنف من فئة (ب) ورمزها 1111.